# Bengt Andersson Qvist
Bengt Andersson Qvist foi um químico e mineralogista sueco.  Foi o assistente de Sven Rinmane após uma visita a uma fábrica de ações na Inglaterra, construiu uma planta de demonstração na Suécia. Em 1754, examinou a molibdenita e determinou que esta não continha chumbo, e portanto não era o mineral galena, o que foi posteriormente confirmado por Carl Wilhelm Scheele e culminou com a descoberta do Molibdênio.